# 北川悦吏子
北川 悦吏子（きたがわ えりこ、1961年12月24日 - ）は、日本の脚本家、映画監督、エッセイスト。岐阜県美濃加茂市出身。早稲田大学第一文学部哲学科東洋哲学専修卒業。血液型B型。

## 来歴・人物
岐阜県立加茂高等学校卒業後、オフコースの大ファンだった北川は小田和正と同じ大学に入りたいという思いから早稲田大学に合格し、進学した。当初は、地元の東濃信用金庫に勤務する父親に上京を反対されており、「4年で戻る」との誓約書を書いて許可された。
1984年に卒業後、広告代理店に入社するが雑用ばかりの環境に心身ともに疲れ、半年で退社。半年間休養した後、にっかつ撮影所に入社し、勤務しながら脚本を学ぶ。1989年に『月曜 女のサスペンス』（テレビ東京系）の一編『赤い殺意の館』で脚本家デビュー（佐治乾と共同執筆）。過去にはペンネームの「月島水樹」名義で執筆した作品もある。
1991年に放送された『世にも奇妙な物語』（フジテレビ系）の「ズンドコベロンチョ」で注目を浴びる。
その時代の最も"旬"な役者、高視聴率を望める大衆人気の高い役者を積極的に起用するなど、注目度の高い高視聴率恋愛ドラマを連続で生み出したことから「恋愛の神様」と呼ばれるようになる。
2000年に『ビューティフルライフ』（TBS系）で第18回向田邦子賞、第8回橋田賞を受賞。
2016年に『月に祈るピエロ』、『月に行く舟』、『三つの月』の脚本によりCBC小嶋賞特別賞受賞｡
エッセイストとしての著作、『君に話した言葉』などの詩集も多数。『10 minute diary』は『ヤングユー』にて漫画化、ウェブサイトにてドラマ化され、ウェブドラマ第4話では、北川自身が初のメガホンを取り、監督デビューを飾った。2009年2月21日に公開された映画『ハルフウェイ』では、岩井俊二、小林武史らを共同プロデューサーに迎え、初の劇場公開作品となった。
かねてより闘病していることを明かしており、ブログでその日々を綴ったものをまとめた『のんちゃんのふとん』を出版しているが家族が心配するため病名は公表してこなかったが、2015年に病名を明らかにした。もともと腎臓が悪く、16歳のとき「子供は産めない」と告知され1993年に子供をもたないという条件で通信社勤務の男性と結婚したが1997年に思いがけず妊娠、娘を出産した。1999年、人間ドックで国指定の難病である炎症性腸疾患（潰瘍性大腸炎）が見つかり、投薬を続けて寛解と再燃を繰り返していたが2010年6月に大腸全摘出手術を受け、症状が落ち着いた。だが2012年、左耳が突然聞こえなくなり突発性難聴と診断され入院するがその後、聴神経腫瘍と判明する。左耳は完全失聴したが自身が脚本を書いた同じく失聴したヒロインが登場する『オレンジデイズ』の台詞に励まされたという。
2018年、第17回坪内逍遙大賞を受賞。
2018年、NHK連続テレビ小説『半分、青い。』の脚本を手掛ける。直後に生放送される『あさイチ』を視聴し、同番組のキャスター陣が行う「朝ドラ受け」にて、博多華丸が展開を批判したため、それに反論したこともある。
2021年、自身が脚本を手掛ける日本テレビ系水曜ドラマ『ウチの娘は、彼氏が出来ない!!』の主題歌である家入レオが歌う「空と青」の作詞を担当した。

## 作品リスト

### 脚本作品

#### テレビドラマ
- 世にも奇妙な物語シリーズ（1990年 - 2015年、フジテレビ系列）
  - 第1シーズン「半分こ」（1990年）
  - 第2シーズン「忘れられたメス」（1991年）
  - 第2シーズン「ズンドコベロンチョ」（1991年）
  - 第2シーズン「伝言板」（1991年）
  - 第2シーズン「つまらない男」（1991年）
  - 第2シーズン「大蒜（にんにく）」（1991年）
  - 第2シーズン「未来の思い出」（1991年）※「月島水樹」名義[9]
  - 第2シーズン「三日間だけのエース」（1991年）※「月島水樹」名義[9]
  - 第2シーズン「佐藤・求む」（1991年）※両沢和幸との共同脚本[9]
  - 1990年冬の特別編「昔みたい」（1990年）
  - 1991年春の特別編「もう一人の花嫁」（1991年）
  - 1991年冬の特別編「午前3時のノック」（1991年）※「月島水樹」名義。笠原邦暁との共同脚本。[22]
  - 1993年真夏の特別編「隣の声」（1993年）
  - 1996年秋の特別編「すみません、握手してください」（1996年）
  - 25周年記念!秋の2週連続SP 〜傑作復活編〜「ズンドコベロンチョ」（2015年）※ジェーン・スーとの共同脚本。
- ぼくが医者をやめた理由（1990年、テレビ東京系） ※大森一樹との共同脚本。
- Panasonicスペシャル 「もっと、ときめきを -ふたりまでの距離-」(1992年、日本テレビ系)
- 素顔のままで[23]（1992年、フジテレビ系）
- その時、ハートは盗まれた[23]（1992年、フジテレビ系）全5回
- チャンス!（1993年、フジテレビ系） ※両沢和幸（沢村一幸）、岡田惠和、田辺満との共同脚本。北川は1、4、7、10、12話を担当。
- あすなろ白書[23]（1993年、フジテレビ系） ※柴門ふみ原作
- "あすなろ白書"をもう一度（1993年、フジテレビ系）
- 君といた夏[23]（1994年、フジテレビ系）
- 愛していると言ってくれ[23]（1995年、TBS系）
- ロングバケーション[23]（1996年、フジテレビ系）
- 最後の恋[23]（1997年、TBS系）
- Over Time-オーバー・タイム[23]（1999年、フジテレビ系）
- ビューティフルライフ[23]（2000年、TBS系）
- Love Story[23]（2001年、TBS系）
- 空から降る一億の星[23]（2002年、フジテレビ系）
- オレンジデイズ[23]（2004年、TBS系）
- たったひとつの恋[23]（2006年、日本テレビ系）
- 素直になれなくて[23]（2010年、フジテレビ系）
- ドラマスペシャル お母さんの最後の一日（2010年、テレビ朝日系）
- イロドリヒムラ（2012年、TBS系） ※北川は第1話「小さな恋の物語」を担当。
- スペシャルドラマ 月に祈るピエロ（2013年、CBC・TBS系）[24]
- ティファニードラマスペシャル 夏の終わりに、恋をした。（2014年、フジテレビ系）
- スペシャルドラマ 月に行く舟（2014年、CBC・TBS系）
- スペシャルドラマ 三つの月（2015年、CBC・TBS系）
- 運命に、似た恋（2016年、NHK総合）[25][26]
- 連続テレビ小説 半分、青い。（2018年、NHK）[27]
- ウチの娘は、彼氏が出来ない!!（2021年、日本テレビ系）
- 夕暮れに、手をつなぐ（2023年、TBS系）
- 生きとし生けるもの（2024年、テレビ東京）

#### 映画
- ハルフウェイ（2009年公開、シネカノン配給） 脚本・監督を担当
- 天国への郵便配達人 主演：ジェジュンfrom東方神起（日韓共同作品・2010年5月29日公開）
- 新しい靴を買わなくちゃ（東映・2012年公開） 脚本・監督を担当

#### 舞台
- 彼女の言うことには。 主演：真矢みき（2012年）

| 作品名                                                                     | 主なキャスト               | ノベライズ | ノベライズ                                                                                          |
| 作品名                                                                     | 主なキャスト               | 単行本 | 文庫本                                                                                              |
| -------------------------------------------------------------------------- | -------------------------- | --- | --------------------------------------------------------------------------------------------------- |
| 『素顔のままで』 （1992年4月13日 - 6月29日、フジテレビ系）                 | 安田成美、中森明菜         | 『素顔のままで』 （1992年、フジテレビ出版）                                                                   | 『素顔のままで』 （1995年、角川文庫）                                                               |
| 『君といた夏』 （1994年7月4日 - 9月19日、フジテレビ系）                    | 筒井道隆、いしだ壱成       | 『君といた夏（WE ARE ALL ALONE）』 （1994年、角川書店）                                                       | 『君といた夏』 （2001年、角川文庫）                                                                 |
| 金曜ドラマ『愛していると言ってくれ』 （1995年7月7日 - 9月22日、TBS系）     | 豊川悦司、常盤貴子         | 『愛していると言ってくれ シナリオ集』 （1995年、角川書店）                                                    | 『愛していると言ってくれ』 （1997年、角川文庫）                                                     |
| 『ロングバケーション』 （1996年4月15日 - 6月24日、フジテレビ系）           | 木村拓哉、山口智子         | 『ロングバケーション』 （1996年、角川書店） 『ロングバケーション－ベスト・ダイアローグ』 （1996年、角川書店） | 『ロングバケーション』 （1998年、角川文庫） 『ロングバケーション』〈上・下〉 （2004年、新風社文庫） |
| 金曜ドラマ『最後の恋』 （1997年7月11日 - 9月19日、TBS系）                  | 中居正広、常盤貴子         | 『最後の恋』〈上・下〉 （1997年、角川書店）                                                                   | 『最後の恋』 （1999年、角川文庫）                                                                   |
| 『Over Time-オーバー・タイム』 （1999年1月4日 - 3月22日、フジテレビ系）    | 反町隆史、江角マキコ       | 『オーバー・タイム』 （1999年、角川書店）                                                                     | 『オーバー・タイム』 （2001年、角川文庫）                                                           |
| 東芝日曜劇場『ビューティフルライフ』 （2000年1月16日 - 3月26日、TBS系）    | 木村拓哉、常盤貴子         | 『ビューティフルライフ シナリオ』 （2000年、角川書店）                                                        | 『ビューティフルライフ』 （2002年、角川文庫）                                                       |
| 日曜劇場『Love Story』 （2001年4月15日 - 6月24日、TBS系）                  | 中山美穂、豊川悦司         | 『Love Story』 （文芸シリーズ、2001年、角川書店）                                                             | 『Love Story』 （2003年、角川文庫）                                                                 |
| 『空から降る一億の星』 （2002年4月15日 - 6月24日、フジテレビ系）           | 明石家さんま、木村拓哉     | 『空から降る一億の星』 （2002年、角川書店）                                                                   | 『空から降る一億の星』 （2004年、角川文庫）                                                         |
| 日曜劇場『オレンジデイズ』 （2004年4月11日 - 6月20日、TBS系）              | 妻夫木聡、柴咲コウ         | 『オレンジデイズ』 （2004年、角川書店）                                                                       | 『オレンジデイズ』 （2006年、角川文庫）                                                             |
| 土曜ドラマ『たったひとつの恋』 （2006年10月14日 - 12月16日、日本テレビ系） | 亀梨和也、綾瀬はるか       | 『たったひとつの恋』 （2006年、ヴィレッジブックス）                                                           | 『たったひとつの恋』 （2006年、角川文庫）                                                           |
| 映画『ハルフウェイ』 （2009年2月21日公開）                                 | 北乃きい、岡田将生         | | 『ハルフウェイ』 （2009年、幻冬舎文庫）                                                             |
| 木曜劇場『素直になれなくて』 （2010年4月15日 - 、フジテレビ系）            | 瑛太、上野樹里             | 『素直になれなくて』 （2010年、扶桑社）                                                                       | |
| 映画『天国への郵便配達人』 （2010年）                                      | ジェジュン、ハン・ヒョジュ | 『天国への郵便配達人』 （2010年、ディスカヴァー・トゥエンティワン）                                           | |
| スペシャルドラマ『お母さんの最後の一日』 （2010年9月11日、テレビ朝日系）   | 常盤貴子                   | 『お母さんの最後の一日』 （2010年、角川書店）                                                                 | |
| 映画『新しい靴を買わなくちゃ』 （2012年）                                  | 中山美穂、向井理           | | 『新しい靴を買わなくちゃ』 （2012年、幻冬舎文庫）                                                   |
| 連続テレビ小説『半分、青い。』 （2018年4月2日 - 9月29日、NHK）             | 永野芽郁                   | | 『半分、青い。』〈上・下〉 （2018年、文春文庫）                                                     |

### 原作作品
テレビドラマ
- 世にも奇妙な物語 1991年秋の特別編「40年」（1991年）原案
- 大人は判ってくれない「花束」（1991年）

オムニバス・ムービー
- 10 minutes diary（2006年）

### 作詞作品
- SMAP「愛の灯 〜君とメリークリスマス〜」（2000年）
- Salyu「HALFWAY」（2009年）[28]
- 家入レオ「空と青」（2021年）[21]

SMAPとSalyuの各曲はERIKOの名義で表記。

### 著作

#### 単著
- 『チャンス!』（1993年、ワニブックス）
- 『あの頃の君に逢いたい あすなろ白書ノート』フジテレビ出版 1994年
- 『君といた夏 : We are all alone』角川書店 1994年 文庫、2001年
- 『愛していると言ってくれ シナリオ集』角川書店 1995年
- 『愛していると言ってくれ』角川書店 1995年 文庫、1997年
- 『曇っててホッとした日』（1995年、学習研究社）
- 『素顔のままで』角川文庫、1995年
- 『恋愛道』（1996年、マガジンハウス）（1999年、角川文庫）
- 『ロングバケーション ベスト・ダイアローグ』角川mini文庫 1996年
- 『ロングバケーション』角川書店 1996年  文庫、1998年 新風舎文庫、2004年
- 『最後の恋 ベスト・ダイアローグ』角川mini文庫 1997年
- 『毎日がテレビの日』（1997年、扶桑社）角川文庫、2000年
- 『NOW and THEN 北川悦吏子－北川悦吏子自身による全作品解説+54の質問』（1997年、角川書店）
- 『ボーイフレンド』（1998年、角川書店）文庫、2000年
- 『恋につける薬』（1998年、角川文庫）
- 『恋のあっちょんぶりけ』（1999年、マガジンハウス）（2002年、角川文庫）
- 『オーバー・タイム』角川書店 1999 文庫、2001年
- 『君に話した言葉』（1999年、PHP研究所）
- 『最後の恋』角川文庫、1999年
- 『冷たい雨』（1999年、角川文庫）
- 『恋愛の神様』（2000年、角川書店）文庫、2002年
- 『おんぶにだっこ』（2000年、角川書店）（2001年、角川文庫）
- 『ビューティフルライフ シナリオ』角川書店 2000年 文庫、2002年
- 『Love story』角川書店 2001年 文庫、2003年
- 『恋』（2001年、角川文庫）
- 『あなたの笑顔をおぼえてしまった』（2001年、角川書店）
- 『君がそばにいた』（2001年、幻冬舎）
- 『その時、ハートは盗まれた』（2002年、角川文庫）
- 『空から降る一億の星』角川書店 2002年 文庫、2004年
- 『世にも奇妙な物語-北川悦吏子の特別編』（2003年、角川ホラー文庫）
- 『やさしいあなた』（2003年、小学館）
- 『愛について』（2003年、角川書店）
- 『すぐ泣く君』（2003年、小学館） MAYA MAXX絵
- 『オレンジデイズ』角川書店 2004
- 『恋愛指南書』（2004年、角川書店）『恋に似た気分』（2008年、角川文庫）
- 『生きるのに必要な、29のこと。』（2004年、大和書房）
- 『10 minute diary テン・ミニット・ダイアリー（2005年、角川文庫）
- 『会いたい』Maya Maxx絵 角川文庫 2006年
- 『このケータイからは、あなたにメールしてない、私。』（2009年、ソニー・マガジンズ）
- 『だけど、それはまだ物語の途中…。』（2009年、幻冬舎）
- 『ハルフウェイ』幻冬舎文庫 2009年
- 『のんちゃんのふとん』（2010年、角川書店）
- 『お母さんの最後の一日』角川書店 2010年
- 『愛のこと。恋のこと。』（2011年、世界文化社）
- 『新しい靴を買わなくちゃ』幻冬舎文庫 2012年
- 『恋をしていた。』詩 あさぎ空豆写真 ディスカヴァー・トゥエンティワン 2015年
- 『運命に、似た恋』文春文庫（2016年 文藝春秋）
- 『半分、青い。上』文春文庫（2018年 文藝春秋）
- 『半分、青い。下』文春文庫（2018年 文藝春秋）
- 『生きとし生けるもの』文春文庫（2024年 文藝春秋）

#### 共著
- 『車いすとハイヒール』すぎたちよこ共著（2000年、角川書店）
- 『恋をする人しない人』（2000年、PHP研究所） - 柴門ふみとの共著 角川文庫、2003年
- 『ぼくらがドラマをつくる理由』（2001年、角川oneテーマ21） - 土井裕泰、植田博樹、高井一郎との共著
- 『秋風羽織の教え 人生は半分、青い。 』（2018年、マガジンハウス）秋風羽織との共著

#### コミック化
- チャンス（1）（1993年、講談社コミックスミミ） 画・小野佳苗
- チャンス（2）（1994年、講談社コミックスミミ） 画・小野佳苗
- てのひら

そに月（2005年、集英社）
- ハルフウェイ（2009年、マーガレットコミックス） 画・山口いづみ
- 天国への郵便配達人（2010年、講談社） 画・鳴海涼

#### 電子書籍
- 空から降るツイート（2010年、電子書籍「AiR」正式版に収録）

## メディア出演
- ワールドビジネスサテライト スミスの本棚（テレビ東京系）
- アシタスイッチ（TBS系列、2012年11月25日） - 又吉直樹と対談
- ミュージック・ポートレイト「北川悦吏子×斎藤工」（NHK Eテレ、2013年5月16日〈第1夜〉、2013年5月23日〈第2夜〉） - 斎藤工と対談
- アナザースカイ（日本テレビ系列、2019年1月18日）
- “あの人”が知りたい超質問バラエティ 究極の一問（毎日放送、2019年6月29日）- 究極の一問「人はなぜ死なせてもらえないのか」を鴻上尚史に質問
- SWITCHインタビュー 達人達「北川悦吏子×Ayase（YOASOBI）」（NHK Eテレ、2021年12月18日）[29]
- さんま・玉緒のお年玉！あんたの夢かなえたろかSP（TBS系列、2023年1月9日）

## 受賞歴
- ザテレビジョンドラマアカデミー賞[30][31][32]
  - 脚本賞
    - 第6回（『愛していると言ってくれ』）
    - 第9回（『ロングバケーション』）
    - 第24回（『ビューティフルライフ』）
    - 第33回（『空から降る一億の星』）
    - 第41回（『オレンジデイズ』）
- TV LIFE年間ドラマ大賞[33]
  - 脚本賞
    - 第10回（2000年）（『ビューティフルライフ』）
    - 第12回（2002年）（『空から降る一億の星』）
- 2000年
  - 第26回放送文化基金賞 脚本賞（『ビューティフルライフ』）[34]
  - 第18回向田邦子賞（『ビューティフルライフ』）[35]
  - 第8回橋田賞（『ビューティフルライフ』）[36]
- 2016年
  - 第27回CBC小嶋賞特別賞（『月に祈るピエロ』『月に行く舟』『三つの月』の脚本に対して）[37]
- 2018年
  - 第17回坪内逍遙大賞[38]
- 2019年
  - 第18回放送人グランプリ グランプリ[39]

## 親族
前記の通り1997年に娘を出産し、彼女は学生時代に「あさぎ空豆」の名義で写真家として活動した。北川は「子供がほしいとは思っていなかったのに、産んでみたらものすごくかわいかった」と『半分、青い。』放映時のインタビューで述べている。また同作の登場人物の花野が「スケートを習う」という設定はあさぎの幼少時代が素材になり、作中で使われる写真にあさぎの撮影したものを提供したという。2015年には北川はあさぎとともに『恋をしていた』というフォトエッセーを刊行した。2018年当時の北川のインタビューによると、あさぎはアニメ好きで、北川の書くドラマは「リア充なものは見られない」という理由でほとんど見なかったという。あさぎが写真家としての活動を離れた後、北川は脚本を担当したテレビドラマ『夕暮れに、手をつなぐ』のヒロインに「浅葱空豆」という名前を付けている（演じたのはの広瀬すず）。
また情報科学の研究者・北川高嗣は実兄。